# Wszeliwy (gromada)
Wszeliwy – dawna gromada, czyli najmniejsza jednostka podziału terytorialnego Polskiej Rzeczypospolitej Ludowej w latach 1954–1972.
Gromady, z gromadzkimi radami narodowymi (GRN) jako organami władzy najniższego stopnia na wsi, funkcjonowały od reformy reorganizującej administrację wiejską przeprowadzonej jesienią 1954 do momentu ich zniesienia z dniem 1 stycznia 1973, tym samym wypierając organizację gminną w latach 1954–1972.
Gromadę Wszeliwy z siedzibą GRN we Wszeliwach utworzono – jako jedną z 8759 gromad na obszarze Polski – w powiecie sochaczewskim w woj. warszawskim, na mocy uchwały nr VI/10/4/54 WRN w Warszawie z dnia 5 października 1954. W skład jednostki weszły obszary dotychczasowych gromad Aleksandrowo, Dobki, Emilianów Załuskowski, Kaptury, Karłowo, Wszeliwy, Zalesie i Załusków ze zniesionej gminy Iłów oraz obszar dotychczasowej gromady Białocin ze zniesionej gminy Rybno w tymże powiecie. Dla gromady ustalono 12 członków gromadzkiej rady narodowej.
1 stycznia 1958 do gromady Wszeliwy przyłączono wsie Chmielnik i Paulinka A, kolonię Paulinka A i parcelację Paulinka B ze znoszonej gromady Niedzieliska w powiecie łowickim w woj. łódzkim.
31 grudnia 1959 z gromady Wszeliwy wyłączono wieś Załusków Parcele, włączając ją do gromady Iłów w tymże powiecie, po czym gromadę Wszeliwy zniesiono a jej (pozostały) obszar włączono do gromady Brzozów tamże.